# Arak (alkoholno piće)
Arak (arapski Al Rak - znoj) je žestoko piće s okusom anisa. 
Prvenstveno se proizvodi i pije u Siriji, Libanonu, Izraelu, Iraku, Jordanu i Palestinskim teritorijima. Sadržaj alkohola je u rasponu od 40% do 80%.

## Povezani clanci
- Ouzo u Grčkoj
- Pastis u Francuskoj
- Rakı u Turskoj
- Mastika u Makedoniji i Bugarskoj

## Vanjske poveznice
- [neaktivna poveznica] (engl.)
- Arak Cocktails  Arhivirana inačica izvorne stranice od 7. listopada 2011. (Wayback Machine) (engl.)